# Максимов Лев Йосипович
Лев Йосипович Максимов (біл. Максімаў Леў Іосіфавіч) (27 червня 1928) — білоруський дипломат. Постійний представник Республіки Білорусь в ООН (1980—1986).

## Життєпис
Народився 27 червня 1928 року у В'язниках, Володимирської області. Закінчив Московський державний інститут міжнародних відносин, Білоруський державний університет.
З 1951 року на дипломатичній роботі у Міністерства закордонних справ Білоруської РСР. Працював на посадах керівника Департаменту інституційних організацій.
У 1980—1986 рр. — заступник Міністра закордонних справ Білоруської РСР.
У 1957—1962 рр. — в Департамент конференційного обслуговування, Організація Об'єднаних Націй, 
У 1972 році в Департаменті технічного співробітництва з питань розвитку, потім Департаменті громадської інформації. Очолював делегації Білорусі в ЕОСОК, ЄЕК, Комісії з прав людини та Генеральної конференції МОП.
У 1980—1986 рр. — Голова білоруської комісії при ЮНЕСКО.
У 1986—1990 рр. — Постійний Представник Білоруської РСР в Організації Об'єднаних Націй.